# Михалков, Степан Никитич
Степа́н Ники́тич Михалко́в (род. 24 сентября 1966, Москва, СССР) — советский и российский актёр и предприниматель в области ресторанного бизнеса.

## Биография
Сын актрисы Анастасии Вертинской и режиссёра Никиты Михалкова. Внук Александра Вертинского и Сергея Михалкова. Правнук Петра Кончаловского. Праправнук Василия Сурикова.
Окончил Московскую художественную школу.
Прошёл армейскую службу в морских частях пограничных войск СССР на Дальнем Востоке, на острове Русском. По возвращении из армии поступил в Институт иностранных языков, проучился там три года.
В 1991 году окончил Московскую киношколу и в том же году с Фёдором Бондарчуком создал одну из первых в России профессиональных студий по производству музыкальных видеоклипов и рекламных роликов «Art Pictures Group».
Режиссёр, основатель и организатор фестиваля видеоклипов «Поколение».
Снялся в фильмах «Автостоп» (1990) и «Стреляющие ангелы» (1993).

## Бизнес
В 2001 году совместно с рестораторами Аркадием Новиковым и Фёдором Бондарчуком открыл первый ресторан «Vаниль», в 2004 году — рестораны «Вертинский» и «Ветерок», в 2005 году — «Casual». В 2021 году открыл ресторан "Гранд Кафе 12". Владелец сети кафе-булочных бизнес-класса «Хлеб & Co».

## Личная жизнь
Первая жена — манекенщица Алла Сивакова, в браке прожили 12 лет. За это время у них родилось трое детей: дочь Александра (род. 1992) окончила школу экстерном в 15 лет, поступила в МГУ на исторический факультет и сыновья Василий (род. 1999) и Пётр (род. 2002). 22 декабря 2017 года Александра вышла замуж за Петра Скворцова (род. 1994), 22 февраля 2018 года родила сына Фёдора — внука Степана Михалкова, а в 2019 году второго сына Николая.
Жена с 1 марта 2008 года Елизавета Ильина (род. 1983) — модель. Сын Лука (род. весной 2017).

## Фильмография

### Актёрские работы
- 1990 — Автостоп — офицер-пограничник, проверяющий документы Сандро при въезде в СССР
- 1993 — Стреляющие ангелы — Шатен
- 1998 — Остановка

### Продюсер
- 2002 — В движении
- 2003 — Гололед
- 2005 — Девятая рота
- 2021 - Стёпка

### Участие в документальных фильмах
- 2016 — Сложно ли быть Михалковым?
- 2013 — Неизвестные Михалковы
- 2010 — Никита Михалков. Территория любви
- 2010 — Никита Михалков. Сами с усами
- 2009 — Анастасия Вертинская. Бегущая по волнам

## Режиссёр видеоклипов
- Клип на песню группы «Любэ» «Комбат» (клип на экраны не вышел)

## Генеалогия
Родословное древо
|                                |                                |                                |                                |                                       |                                       |                                       |                                       |                                       |                                       |                                |                                | Владимир Михалков (1817—1900)  |                                |                                |                                |                                |                                |                             |                             |                             |                             |                             |                             |                                  |                                  |                                  |                                  |                                  |                                  |                               |                               |                               |                               |                               |                               |                                 |                                 |                                 |                                 |                                       |                                       |                                       |                                       |                                       |                                       |                          |                          |                          |                          |  |  |                             |                             |                             |                             |                             |                             |  |  |
|                                |                                |                                |                                |                                       |                                       |                                       |                                       |                                       |                                       |                                |                                |                                |                                |                                |                                |                                |                                |                             |                             |                             |                             |                             |                             |                                  |                                  |                                  |                                  |                                  |                                  |                               |                               |                               |                               |                               |                               |                                 |                                 |                                 |                                 |                                       |                                       |                                       |                                       |                                       |                                       |                          |                          |                          |                          |  |  |                             |                             |                             |                             |                             |                             |  |  |
|                                |                                |                                |                                |                                       |                                       |                                       |                                       |                                       |                                       |                                |                                | Александр Михалков (1856—1915) | Александр Михалков (1856—1915) | Александр Михалков (1856—1915) | Александр Михалков (1856—1915) | Александр Михалков (1856—1915) | Александр Михалков (1856—1915) |                             |                             | Василий Суриков (1848—1916) | Василий Суриков (1848—1916) | Василий Суриков (1848—1916) | Василий Суриков (1848—1916) | Василий Суриков (1848—1916)      | Василий Суриков (1848—1916)      |                                  |                                  |                                  |                                  |                               |                               | Пётр Кончаловский (1839—1904) | Пётр Кончаловский (1839—1904) | Пётр Кончаловский (1839—1904) | Пётр Кончаловский (1839—1904) | Пётр Кончаловский (1839—1904)   | Пётр Кончаловский (1839—1904)   |                                 |                                 |                                       |                                       |                                       |                                       |                                       |                                       |                          |                          |                          |                          |  |  |                             |                             |                             |                             |                             |                             |  |  |
|                                |                                |                                |                                |                                       |                                       |                                       |                                       |                                       |                                       |                                |                                | Александр Михалков (1856—1915) | Александр Михалков (1856—1915) | Александр Михалков (1856—1915) | Александр Михалков (1856—1915) | Александр Михалков (1856—1915) | Александр Михалков (1856—1915) |                             |                             | Василий Суриков (1848—1916) | Василий Суриков (1848—1916) | Василий Суриков (1848—1916) | Василий Суриков (1848—1916) | Василий Суриков (1848—1916)      | Василий Суриков (1848—1916)      |                                  |                                  |                                  |                                  |                               |                               | Пётр Кончаловский (1839—1904) | Пётр Кончаловский (1839—1904) | Пётр Кончаловский (1839—1904) | Пётр Кончаловский (1839—1904) | Пётр Кончаловский (1839—1904)   | Пётр Кончаловский (1839—1904)   |                                 |                                 |                                       |                                       |                                       |                                       |                                       |                                       |                          |                          |                          |                          |  |  |                             |                             |                             |                             |                             |                             |  |  |
|                                |                                |                                |                                |                                       |                                       |                                       |                                       |                                       |                                       |                                |                                |                                |                                |                                |                                |                                |                                |                             |                             |                             |                             |                             |                             |                                  |                                  |                                  |                                  |                                  |                                  |                               |                               |                               |                               |                               |                               |                                 |                                 |                                 |                                 |                                       |                                       |                                       |                                       |                                       |                                       |                          |                          |                          |                          |  |  |                             |                             |                             |                             |                             |                             |  |  |
|                                |                                |                                |                                | Ольга Глебова (1883—1943)             | Ольга Глебова (1883—1943)             | Ольга Глебова (1883—1943)             | Ольга Глебова (1883—1943)             | Ольга Глебова (1883—1943)             | Ольга Глебова (1883—1943)             |                                |                                | Владимир Михалков (1886—1932)  | Владимир Михалков (1886—1932)  | Владимир Михалков (1886—1932)  | Владимир Михалков (1886—1932)  | Владимир Михалков (1886—1932)  | Владимир Михалков (1886—1932)  |                             |                             | Ольга Сурикова (1878—1958)  | Ольга Сурикова (1878—1958)  | Ольга Сурикова (1878—1958)  | Ольга Сурикова (1878—1958)  | Ольга Сурикова (1878—1958)       | Ольга Сурикова (1878—1958)       |                                  |                                  | Пётр Кончаловский (1876—1956)    | Пётр Кончаловский (1876—1956)    | Пётр Кончаловский (1876—1956) | Пётр Кончаловский (1876—1956) | Пётр Кончаловский (1876—1956) | Пётр Кончаловский (1876—1956) |                               |                               | Максим Кончаловский (1875—1942) | Максим Кончаловский (1875—1942) | Максим Кончаловский (1875—1942) | Максим Кончаловский (1875—1942) | Максим Кончаловский (1875—1942)       | Максим Кончаловский (1875—1942)       |                                       |                                       |                                       |                                       |                          |                          |                          |                          |  |  |                             |                             |                             |                             |                             |                             |  |  |
|                                |                                |                                |                                | Ольга Глебова (1883—1943)             | Ольга Глебова (1883—1943)             | Ольга Глебова (1883—1943)             | Ольга Глебова (1883—1943)             | Ольга Глебова (1883—1943)             | Ольга Глебова (1883—1943)             |                                |                                | Владимир Михалков (1886—1932)  | Владимир Михалков (1886—1932)  | Владимир Михалков (1886—1932)  | Владимир Михалков (1886—1932)  | Владимир Михалков (1886—1932)  | Владимир Михалков (1886—1932)  |                             |                             | Ольга Сурикова (1878—1958)  | Ольга Сурикова (1878—1958)  | Ольга Сурикова (1878—1958)  | Ольга Сурикова (1878—1958)  | Ольга Сурикова (1878—1958)       | Ольга Сурикова (1878—1958)       |                                  |                                  | Пётр Кончаловский (1876—1956)    | Пётр Кончаловский (1876—1956)    | Пётр Кончаловский (1876—1956) | Пётр Кончаловский (1876—1956) | Пётр Кончаловский (1876—1956) | Пётр Кончаловский (1876—1956) |                               |                               | Максим Кончаловский (1875—1942) | Максим Кончаловский (1875—1942) | Максим Кончаловский (1875—1942) | Максим Кончаловский (1875—1942) | Максим Кончаловский (1875—1942)       | Максим Кончаловский (1875—1942)       |                                       |                                       |                                       |                                       |                          |                          |                          |                          |  |  |                             |                             |                             |                             |                             |                             |  |  |
|                                |                                |                                |                                |                                       |                                       |                                       |                                       |                                       |                                       |                                |                                |                                |                                |                                |                                |                                |                                |                             |                             |                             |                             |                             |                             |                                  |                                  |                                  |                                  |                                  |                                  |                               |                               |                               |                               |                               |                               |                                 |                                 |                                 |                                 |                                       |                                       |                                       |                                       |                                       |                                       |                          |                          |                          |                          |  |  |                             |                             |                             |                             |                             |                             |  |  |
|                                |                                |                                |                                |                                       |                                       |                                       |                                       |                                       |                                       |                                |                                |                                |                                |                                |                                |                                |                                |                             |                             |                             |                             |                             |                             |                                  |                                  |                                  |                                  |                                  |                                  |                               |                               |                               |                               |                               |                               |                                 |                                 |                                 |                                 |                                       |                                       |                                       |                                       |                                       |                                       |                          |                          |                          |                          |  |  |                             |                             |                             |                             |                             |                             |  |  |
| Михаил Михалков (1922—2006)    | Михаил Михалков (1922—2006)    | Михаил Михалков (1922—2006)    | Михаил Михалков (1922—2006)    | Михаил Михалков (1922—2006)           | Михаил Михалков (1922—2006)           |                                       |                                       | Александр Михалков (1917—2001)        | Александр Михалков (1917—2001)        | Александр Михалков (1917—2001) | Александр Михалков (1917—2001) | Александр Михалков (1917—2001) | Александр Михалков (1917—2001) |                                |                                | Сергей Михалков (1913—2009)    | Сергей Михалков (1913—2009)    | Сергей Михалков (1913—2009) | Сергей Михалков (1913—2009) | Сергей Михалков (1913—2009) | Сергей Михалков (1913—2009) |                             |                             | Наталья Кончаловская (1903—1988) | Наталья Кончаловская (1903—1988) | Наталья Кончаловская (1903—1988) | Наталья Кончаловская (1903—1988) | Наталья Кончаловская (1903—1988) | Наталья Кончаловская (1903—1988) |                               |                               |                               |                               |                               |                               | Нина Кончаловская (1908—1994)   | Нина Кончаловская (1908—1994)   | Нина Кончаловская (1908—1994)   | Нина Кончаловская (1908—1994)   | Нина Кончаловская (1908—1994)         | Нина Кончаловская (1908—1994)         |                                       |                                       |                                       |                                       |                          |                          |                          |                          |  |  |                             |                             |                             |                             |                             |                             |  |  |
| Михаил Михалков (1922—2006)    | Михаил Михалков (1922—2006)    | Михаил Михалков (1922—2006)    | Михаил Михалков (1922—2006)    | Михаил Михалков (1922—2006)           | Михаил Михалков (1922—2006)           |                                       |                                       | Александр Михалков (1917—2001)        | Александр Михалков (1917—2001)        | Александр Михалков (1917—2001) | Александр Михалков (1917—2001) | Александр Михалков (1917—2001) | Александр Михалков (1917—2001) |                                |                                | Сергей Михалков (1913—2009)    | Сергей Михалков (1913—2009)    | Сергей Михалков (1913—2009) | Сергей Михалков (1913—2009) | Сергей Михалков (1913—2009) | Сергей Михалков (1913—2009) |                             |                             | Наталья Кончаловская (1903—1988) | Наталья Кончаловская (1903—1988) | Наталья Кончаловская (1903—1988) | Наталья Кончаловская (1903—1988) | Наталья Кончаловская (1903—1988) | Наталья Кончаловская (1903—1988) |                               |                               |                               |                               |                               |                               | Нина Кончаловская (1908—1994)   | Нина Кончаловская (1908—1994)   | Нина Кончаловская (1908—1994)   | Нина Кончаловская (1908—1994)   | Нина Кончаловская (1908—1994)         | Нина Кончаловская (1908—1994)         |                                       |                                       |                                       |                                       |                          |                          |                          |                          |  |  |                             |                             |                             |                             |                             |                             |  |  |
|                                |                                |                                |                                |                                       |                                       |                                       |                                       |                                       |                                       |                                |                                |                                |                                |                                |                                |                                |                                |                             |                             |                             |                             |                             |                             |                                  |                                  |                                  |                                  |                                  |                                  |                               |                               |                               |                               |                               |                               |                                 |                                 |                                 |                                 |                                       |                                       |                                       |                                       |                                       |                                       |                          |                          |                          |                          |  |  |                             |                             |                             |                             |                             |                             |  |  |
|                                |                                |                                |                                |                                       |                                       |                                       |                                       |                                       |                                       |                                |                                |                                |                                |                                |                                |                                |                                |                             |                             |                             |                             |                             |                             |                                  |                                  |                                  |                                  |                                  |                                  |                               |                               |                               |                               |                               |                               |                                 |                                 |                                 |                                 |                                       |                                       |                                       |                                       |                                       |                                       |                          |                          |                          |                          |  |  |                             |                             |                             |                             |                             |                             |  |  |
| Наталия Аринбасарова (р. 1946) | Наталия Аринбасарова (р. 1946) | Наталия Аринбасарова (р. 1946) | Наталия Аринбасарова (р. 1946) | Наталия Аринбасарова (р. 1946)        | Наталия Аринбасарова (р. 1946)        |                                       |                                       | Андрей Кончаловский (р. 1937)         | Андрей Кончаловский (р. 1937)         | Андрей Кончаловский (р. 1937)  | Андрей Кончаловский (р. 1937)  | Андрей Кончаловский (р. 1937)  | Андрей Кончаловский (р. 1937)  |                                |                                | Юлия Высоцкая (р. 1973)        | Юлия Высоцкая (р. 1973)        | Юлия Высоцкая (р. 1973)     | Юлия Высоцкая (р. 1973)     | Юлия Высоцкая (р. 1973)     | Юлия Высоцкая (р. 1973)     |                             |                             | Анастасия Вертинская (р. 1944)   | Анастасия Вертинская (р. 1944)   | Анастасия Вертинская (р. 1944)   | Анастасия Вертинская (р. 1944)   | Анастасия Вертинская (р. 1944)   | Анастасия Вертинская (р. 1944)   |                               |                               | Никита Михалков (р. 1945)     | Никита Михалков (р. 1945)     | Никита Михалков (р. 1945)     | Никита Михалков (р. 1945)     | Никита Михалков (р. 1945)       | Никита Михалков (р. 1945)       |                                 |                                 | Татьяна Михалкова (Шигаева) (р. 1947) | Татьяна Михалкова (Шигаева) (р. 1947) | Татьяна Михалкова (Шигаева) (р. 1947) | Татьяна Михалкова (Шигаева) (р. 1947) | Татьяна Михалкова (Шигаева) (р. 1947) | Татьяна Михалкова (Шигаева) (р. 1947) |                          |                          |                          |                          |  |  |                             |                             |                             |                             |                             |                             |  |  |
| Наталия Аринбасарова (р. 1946) | Наталия Аринбасарова (р. 1946) | Наталия Аринбасарова (р. 1946) | Наталия Аринбасарова (р. 1946) | Наталия Аринбасарова (р. 1946)        | Наталия Аринбасарова (р. 1946)        |                                       |                                       | Андрей Кончаловский (р. 1937)         | Андрей Кончаловский (р. 1937)         | Андрей Кончаловский (р. 1937)  | Андрей Кончаловский (р. 1937)  | Андрей Кончаловский (р. 1937)  | Андрей Кончаловский (р. 1937)  |                                |                                | Юлия Высоцкая (р. 1973)        | Юлия Высоцкая (р. 1973)        | Юлия Высоцкая (р. 1973)     | Юлия Высоцкая (р. 1973)     | Юлия Высоцкая (р. 1973)     | Юлия Высоцкая (р. 1973)     |                             |                             | Анастасия Вертинская (р. 1944)   | Анастасия Вертинская (р. 1944)   | Анастасия Вертинская (р. 1944)   | Анастасия Вертинская (р. 1944)   | Анастасия Вертинская (р. 1944)   | Анастасия Вертинская (р. 1944)   |                               |                               | Никита Михалков (р. 1945)     | Никита Михалков (р. 1945)     | Никита Михалков (р. 1945)     | Никита Михалков (р. 1945)     | Никита Михалков (р. 1945)       | Никита Михалков (р. 1945)       |                                 |                                 | Татьяна Михалкова (Шигаева) (р. 1947) | Татьяна Михалкова (Шигаева) (р. 1947) | Татьяна Михалкова (Шигаева) (р. 1947) | Татьяна Михалкова (Шигаева) (р. 1947) | Татьяна Михалкова (Шигаева) (р. 1947) | Татьяна Михалкова (Шигаева) (р. 1947) |                          |                          |                          |                          |  |  |                             |                             |                             |                             |                             |                             |  |  |
|                                |                                |                                |                                |                                       |                                       |                                       |                                       |                                       |                                       |                                |                                |                                |                                |                                |                                |                                |                                |                             |                             |                             |                             |                             |                             |                                  |                                  |                                  |                                  |                                  |                                  |                               |                               |                               |                               |                               |                               |                                 |                                 |                                 |                                 |                                       |                                       |                                       |                                       |                                       |                                       |                          |                          |                          |                          |  |  |                             |                             |                             |                             |                             |                             |  |  |
|                                |                                |                                |                                |                                       |                                       |                                       |                                       |                                       |                                       |                                |                                |                                |                                |                                |                                |                                |                                |                             |                             |                             |                             |                             |                             |                                  |                                  |                                  |                                  |                                  |                                  |                               |                               |                               |                               |                               |                               |                                 |                                 |                                 |                                 |                                       |                                       |                                       |                                       |                                       |                                       |                          |                          |                          |                          |  |  |                             |                             |                             |                             |                             |                             |  |  |
|                                |                                |                                |                                | Егор Михалков- Кончаловский (р. 1966) | Егор Михалков- Кончаловский (р. 1966) | Егор Михалков- Кончаловский (р. 1966) | Егор Михалков- Кончаловский (р. 1966) | Егор Михалков- Кончаловский (р. 1966) | Егор Михалков- Кончаловский (р. 1966) |                                |                                | Мария Кончаловская (р. 1999)   | Мария Кончаловская (р. 1999)   | Мария Кончаловская (р. 1999)   | Мария Кончаловская (р. 1999)   | Мария Кончаловская (р. 1999)   | Мария Кончаловская (р. 1999)   |                             |                             | Пётр Кончаловский (р. 2003) | Пётр Кончаловский (р. 2003) | Пётр Кончаловский (р. 2003) | Пётр Кончаловский (р. 2003) | Пётр Кончаловский (р. 2003)      | Пётр Кончаловский (р. 2003)      |                                  |                                  | Степан Михалков (р. 1966)        | Степан Михалков (р. 1966)        | Степан Михалков (р. 1966)     | Степан Михалков (р. 1966)     | Степан Михалков (р. 1966)     | Степан Михалков (р. 1966)     |                               |                               | Анна Михалкова (р. 1974)        | Анна Михалкова (р. 1974)        | Анна Михалкова (р. 1974)        | Анна Михалкова (р. 1974)        | Анна Михалкова (р. 1974)              | Анна Михалкова (р. 1974)              |                                       |                                       | Артём Михалков (р. 1975)              | Артём Михалков (р. 1975)              | Артём Михалков (р. 1975) | Артём Михалков (р. 1975) | Артём Михалков (р. 1975) | Артём Михалков (р. 1975) |  |  | Надежда Михалкова (р. 1986) | Надежда Михалкова (р. 1986) | Надежда Михалкова (р. 1986) | Надежда Михалкова (р. 1986) | Надежда Михалкова (р. 1986) | Надежда Михалкова (р. 1986) |  |  |

Предки